# Xylylcarb
Xylylcarb ist eine chemische Verbindung aus der Gruppe der Carbamate.

## Gewinnung und Darstellung
Xylylcarb kann durch Reaktion von 3,4-Xylenol mit Methylisocyanat oder alternativ mit Phosgen und Methylamin gewonnen werden.

## Eigenschaften
Xylylcarb ist ein Feststoff. Er hydrolysiert unter alkalischen Bedingungen.

## Verwendung
Xylylcarb wird als Insektizid verwendet. Es wird hauptsächlich zur Bekämpfung von Zikaden und anderen beißenden Insekten bei Reis und Früchten eingesetzt. Die Wirkung beruht auf der Hemmung der Cholinesterase.

## Zulassung
In den Staaten der Europäischen Union und damit in Deutschland und Österreich sowie in der Schweiz sind keine Pflanzenschutzmittel mit diesem Wirkstoff zugelassen.